# Hunnange (Bullange)
Pour les articles homonymes, voir Hunnange.
Hunnange (en allemand Hünningen) est un village de Belgique situé sur le territoire de la commune de Bullange en province de Liège.

## Curiosités
- Ancienne chapelle (1696-1698), aujourd'hui utilisée comme salle de répétition pour la chorale paroissiale.
- Église Saint-Joseph (1926), architecte Henry Cunibert